# U-33号潜艇 (1936年)
U-33号（德語：U 33）是纳粹德国战争海军建造的十艘VII-A型近岸潜艇（或称U艇）之一。它由基尔的日耳曼尼亚船厂承建，于1936年6月11日下水，至同年7月25日交付使用。第二次世界大战期间，该艇曾执行过三次巡逻作战，共击沉10艘、全损1艘英国舰船，累积总吨位为22,931吨。1940年2月12日，U-33号在苏格兰西南部的克莱德湾遭英国扫雷舰拾穗者号投掷深水炸弹击沉，造成25人阵亡，17人幸存。

## 设计
VII级潜艇是基于德国早期的潜艇发展而来，其设计可追溯到第一次世界大战的UB-III型，特别是被取消的UG级方案，再结合造舰工程局为芬兰设计的水妖级加以改进。VII级是单壳体结构，压载水舱以马鞍形安装在艇体上半部的两边舷侧是其最大的特征。由于编入舰队后的使用成绩较好，一边不断进行改进一边持续批量生产，结果成为了纳粹德国潜艇舰队的主力。
U-33号是VII级的第一个衍生型号VII-A型之一。其全长64.51米、舷宽5.85米、高9.5米，并有4.37米的吃水深度，水上和水下排水量分别为626吨和745吨。VII-A型艇采用两台猛狮生产的M6V 40/46型六缸四冲程1,155匹公制馬力（850千瓦特）柴油机用于水面运行，以及两台布朗-博韦里提供的GG UB 720/8型375匹公制馬力（280千瓦特）双作用电动发电机用于水下航行；水面最高航速17節（31每小時），水下8節（15每小時）；能够在水面以10節（19每小時）航速续航6,200海里（11,500），或以4節（7.4每小時）连续在水下航行94海里（174）而无需充电。尽管起居舱室非常狭窄，但由于其快捷的紧急下潜速度，VIIA型艇普遍受到船员们的欢迎，并被视为比更大、更迟钝的艇型更能保护他们免受敌人的攻击。
武器装备方面，U-33号较前型II级潜艇的装备更重，有四具艇艏内置和一具艇艉外置鱼雷发射管，可携带11枚G7型鱼雷或最多22枚TMA型水雷（TMB型则为33枚）。此外，该艇还搭载有一门配备220发弹药的88毫米35式速射炮以及一门配备1,195发弹药20毫米30式高射炮作为甲板炮。其标准船员编制为4名军官及40－44名水兵。

## 历史
1935年3月25日，海军造舰局不惜违反《凡尔赛条约》，正式将四艘VII-A型潜艇（U-33至U-36号）的建造合同发包予基尔的日耳曼尼亚船厂。其中U-33号于同年9月1日开始铺设龙骨，建造序列为556。经过九个多月的建造，它于1936年6月11日下水，至同年7月25日在首度担任艇长的海军上尉奥托海因里希·容克尔的指挥下交付使用。完成海试后，该艇加入驻威廉港的“扎尔茨韦德尔”潜艇区舰队，先后担任作战艇和前线艇至1939年12月31日。西班牙内战期间，U-33号也曾于1937－1939年间四度被派往西班牙沿岸参与支援佛朗哥海军部队的“厄休拉行动”，任务包括海上监视以及进行潜水和护航演练。当U艇编制于1940年1月1日重组时，它又继续在驻威廉港的第2潜艇区舰队担任前线艇，直到次月被击沉。
第二次世界大战期间，U-33号执行了三次巡逻，共计击沉10艘、全损1艘同盟国或中立国舰船，累积总吨位为22,931吨。

### 作战巡逻
1939年8月19日，U-33号在海军上尉汉斯-威廉·冯·德雷斯基的指挥下离开威廉港执行首次巡逻，前往北大西洋、爱尔兰西部和比斯开湾游弋。当英国对德宣战后，该艇便于9月7日14:10在兰兹角西南偏西约420海里（780）处用火炮截停了英国货船橄榄园号（Olivegrove，4,060总吨）。尽管对方已发出求救信号，其船员还是获准分乘两艘救生艇弃船。随后，德雷斯基于15:55发射鱼雷将其击沉。9月16日07:00，无护航的英国货船阿克尔塞德号（Arkleside，1,567总吨）又在兰兹角西南约150海里（280）处遭U-33号开炮截停。船员们立即弃船而逃，但德国人命令他们重新登船并跟随潜艇，因为恶劣的天气阻碍了对违禁品的管制。德雷斯基于19:00拦截了两艘法国渔船，并将英国船员转移给他们，而德国登船小队则对阿克尔塞德号进行搜查。至21:30，该船遭遇U-33号发射的致命一击而沉没。另一艘英国拖网渔船卡尔杜号（287总吨）则是9月24日08:00在苏德岛东南遭德雷斯基拦截并以炮火击沉。经过四十天的航行，U-33号于9月28日返抵威廉港。
U-33号的第二次巡逻于10月29日14:00从威廉港启程，前往北大西洋的奥克尼群岛附近游弋了二十八天，至11月26日返回威廉港。11月9日凌晨，该艇曾在南威尔士的斯旺西湾、即编号为AM-9948的海军网格内成功布设了十二枚水雷，共导致2艘英国商船失事：首先是2,473总吨的货船斯坦霍姆号（Stanholme）于12月25日08:45触雷，至布里斯托尔湾的福尔兰角沉没；而重达9,456总吨的油轮因弗达格尔号（Inverdargle）则于1940年1月16日16:19触雷，断成两截，沉没在布里斯托尔湾的纳什角西南。完成布雷后，U-33号于11月20日在托里岛附近利用甲板炮分别发射约五枚炮弹击沉了3艘英国拖网渔船，其中276总吨的托马斯·汉金斯号（Thomas Hankins）于10:30在托里岛西北约14海里（26）处沉没、250总吨的戴尔芬号（Delphine）于16:00在托里岛东北偏北约18海里（33）处覆灭，329总吨的海洋清道夫号（Sea Sweeper）则于17:05在托里岛西北偏西约25海里（46）处沉没。一天后的08:30至09:20之间，德雷斯基又在拉斯林岛西北约75海里（139）处击沉了英国拖网渔船萨尔比号（Sulby，287总吨）和威廉·汉弗莱斯号（William Humphries，276总吨），他是在发出射击警告后，以甲板炮向每艘船各发射了约五发炮弹。11月23日15:30，U-33号发现了此前被美国人缴获、并由押解船员送往柯克沃尔的前德国货船博尔库姆号（Borkum，3,670总吨）。德雷斯基假定对方是一艘中立船只，命令它在奥克尼群岛附近停船接受违禁品检查，但该船在船艏中弹两发后并未停下来，于是又向舰桥开了下一炮。博尔库姆号急剧转向，显然试图撞向德国潜艇，后者遂在完成炮击后迅速下潜。货船起火并失去控制，因此难以被瞄准，三枚鱼雷中仅一枚命中。U-33号继而浮出水面，向水线处再发射了4发炮弹，但在两艘英国武装登船检查艇出现时被迫离开该地区。至11月25日，废弃的博尔库姆号残骸漂流到帕帕湾的岸上，并被宣布为全损。在这次巡逻期间，U-33号的第一值更官汉斯·海特曼曾拒绝服从艇长德雷斯基的命令，停止向一艘英国船只开火，直到后者用手枪威胁他。
1940年2月5日08:00，德雷斯基率领U-33号从威廉港出发执行第三次巡逻，从此再未归航。在黑尔戈兰岛补充燃料和水并完成焊接工作后，该艇前往北海游弋。2月12日凌晨，德雷斯基悄悄驶入苏格兰西南部的克莱德湾准备布设水雷，却被英国扫雷舰拾穗者号察觉。德雷斯基只看到拾穗者号用探照灯扫描水面，以为这是一艘重巡洋舰。他假定“巡洋舰”要出海，遂在55米的深度等待。但扫雷舰用潜艇探测器定位了U-33号，并投下六枚有效深度为45米的深水炸弹。其中四枚直接在U-33号正上方引爆，使艇身剧烈晃动，引发了严重的洪水。德雷斯基对遇袭感到惊讶，其手下敦促他浮出水面并逃往公海，但德雷斯基不为所动。直到拾穗者号再投掷另外五枚在潜艇附近引爆的深水炸弹并加剧了进水，才使他清醒过来。德雷斯基认为该艇注定要毁灭，便下令浮出水面，凿沉艇只并弃艇。由于U-33号载有一台恩尼格玛密码机，可以在浅水区重新打捞，他便将密码机转子分发给军官，并命令他们游离潜艇后扔进海里。U-33号一浮出水面即被拾穗者号发现，后者用其4英寸（100）炮开火并实施撞击。然而，当英国指挥官看到U-33号的官兵举起双手走到甲板上时，他在开了五枪后停止射击，转向并排行驶。与此同时，德雷斯基命令其总工程师启动自沉。此举经过两次尝试才得以成功，而轮机长已来不及离艇。U-33号最终在55°23′N 5°7′W / 55.383°N 5.117°W处从艇艏沉没，船员们落入冰冷的水中，包括德雷斯基在内的许多人很快便因休克或体温过低而死亡。全艇42名官兵中仅17人幸存；他们均被俘虏——其中包括各持有一具密码机转子的3名军官。
英国人缴获的三具恩尼格玛转子，包括VI号和VII号滚筒——对布莱切利园的密码分析人员都非常重要，它们是波兰密码学家尚未解构的三个特殊滚筒中的两个，因只有纳粹德国海军使用，其布线以前是未知的。根据英国皇家海军的官方报告称，这些转子是从被俘的首席机械师弗里德里希·库普夫的衣服中找到。然而，轮机长弗里德里希-恩斯特·席林多年后表示，他的口袋里也有恩尼格玛密码机的一部分，并设法在英国人未察觉的情况下将它们从救生艇上扔进了海里。

## 其它
2011 年，奈杰尔·格雷登出版了《U-33号之谜：希特勒的秘密特使》一书，将其献给马克斯·席勒，这是U-33号船员中最年轻的幸存者，在潜艇沉没时年仅18岁。除了幸存者的其他陈述外，作者在很大程度上依赖席勒的证词，后者在被拘禁期间爱上了一名苏格兰女子，战后与她一起留在苏格兰，并在安嫩组建了家庭。该书迄今为止仅以英文出版。

## 袭击历史摘要
| 日期           | 船名            | 船籍 | 吨位  | 结局         |
| -------------- | --------------- | ---- | ----- | ------------ |
| 1939年9月7日   | 橄榄园号        | 英国 | 4,060 | 击沉         |
| 1939年9月16日  | 阿克尔塞德号    | 英国 | 1,567 | 击沉         |
| 1939年9月24日  | 卡尔杜号        | 英国 | 287   | 击沉         |
| 1939年11月20日 | 戴尔芬号        | 英国 | 250   | 击沉         |
| 1939年11月20日 | 海洋清道夫号    | 英国 | 329   | 击沉         |
| 1939年11月20日 | 托马斯·汉金斯号 | 英国 | 276   | 击沉         |
| 1939年11月21日 | 萨尔比号        | 英国 | 287   | 击沉         |
| 1939年11月21日 | 威廉·汉弗莱斯号 | 英国 | 276   | 击沉         |
| 1939年11月23日 | 博尔库姆号      | 英国 | 3,670 | 全损         |
| 1939年12月25日 | 斯坦霍姆号      | 英国 | 2,473 | 击沉（触雷） |
| 1940年1月16日  | 因弗达格尔号    | 英国 | 9,456 | 击沉（触雷） |

## 脚注
1. ↑  日本海人社，第20頁.
2. 1 2  Gröner 1991，第40頁.
3. ↑  Helgason, Guemundur. . German U-boats of WWII - uboat.net.   [2024-02-02]. （原始内容存档于2023-12-02）.
4. ↑  Westwell，第58頁.
5. 1 2  . U-Boot-Archiv.   [2024-03-28]. （原始内容存档于2024-01-14）.
6. ↑  Helgason, Guðmundur. . German U-boats of WWII - uboat.net.   [2024-03-28].
7. 1 2  Helgason, Guðmundur. . German U-boats of WWII - uboat.net.   [2024-03-28]. （原始内容存档于2023-09-22）.
8. ↑  Helgason, Guðmundur. . German U-boats of WWII - uboat.net.   [2024-03-28]. （原始内容存档于2020-09-28）.
9. ↑  Helgason, Guðmundur. . German U-boats of WWII - uboat.net.   [2024-03-28]. （原始内容存档于2020-09-24）.
10. ↑  Helgason, Guðmundur. . German U-boats of WWII - uboat.net.   [2024-03-29]. （原始内容存档于2020-09-29）.
11. ↑  Helgason, Guðmundur. . German U-boats of WWII - uboat.net.   [2024-03-29]. （原始内容存档于2008-09-07）.
12. ↑  Helgason, Guðmundur. . German U-boats of WWII - uboat.net.   [2024-03-29]. （原始内容存档于2008-08-21）.
13. ↑  Helgason, Guðmundur. . German U-boats of WWII - uboat.net.   [2024-03-29]. （原始内容存档于2020-08-05）.
14. ↑  Helgason, Guðmundur. . German U-boats of WWII - uboat.net.   [2024-03-29]. （原始内容存档于2020-09-22）.
15. ↑  Helgason, Guðmundur. . German U-boats of WWII - uboat.net.   [2024-03-29]. （原始内容存档于2020-08-14）.
16. ↑  Helgason, Guðmundur. . German U-boats of WWII - uboat.net.   [2024-03-29]. （原始内容存档于2023-09-29）.
17. ↑  Helgason, Guðmundur. . German U-boats of WWII - uboat.net.   [2024-03-29]. （原始内容存档于2020-08-10）.
18. ↑  Helgason, Guðmundur. . German U-boats of WWII - uboat.net.   [2024-03-29]. （原始内容存档于2020-08-10）.
19. ↑  Helgason, Guðmundur. . German U-boats of WWII - uboat.net.   [2024-03-29]. （原始内容存档于2020-09-24）.
20. ↑  Helgason, Guðmundur. . German U-boats of WWII - uboat.net.   [2024-03-29]. （原始内容存档于2020-08-14）.
21. ↑  Graddon，第42頁.
22. ↑  Blair，第183–184頁.
23. ↑  . halcyon-class.co.uk.   [2009-12-19]. （原始内容存档于2012-02-14）.
24. ↑  Kemp，第63-64頁.
25. ↑  Graddon，第153頁.
26. ↑  Graddon，Acknowledgements.